# Zimske olimpijske igre 1972
Zimske olimpijske igre 1972 (uradno XI. zimske olimpijske igre) so bile zimske olimpijske igre, ki so potekale leta 1972 v Saporu na Japonskem. To je bila prva zimska olimpijada v Aziji. Druge gostiteljske kandidatke so bile: Banff, Kanada; Lahti, Švedska in Salt Lake City, ZDA.
Do teh iger je bila Japonska še brez olimpijske medalje na zimskih igrah. Prve tri medalje za državo in edine za Japonsko na teh igrah so priborili smučarski skakalci Jukio Kasaja, Akicugu Kono in Seidži Aoči, ki so osvojili prva tri mesta na manjši skakalnici K90. Najuspešnejša udeleženka iger je bila Sovjetska zveza s skupno 16 osvojenimi medaljami.